# یوهان تتزل
یوهان تتزل (انگلیسی: Johann Tetzel؛ 1465 – ۱۱ اوت ۱۵۱۹) برادر روحانی و کشیش آلمانی فرقه دومینیکن بود. او به سمت انگیزیتور لهستان و زاکسن و بعدها به کمیسیونر اعظم آلمان منصوب شد. تتزل برای فروش آمرزش نامه از سوی کلیسای کاتولیک در ازای پول شناخته می‌شود. اعمال تتزل از سوی مارتین لوتر محکوم شد و در شروع اصلاحات پروتستانی تأثیرگذار بود.